# غليندا ليون
غليندا ليون هي فنانة ورسامة كوبية، ولدت في 1976 في هافانا في كوبا.

## وصلات خارجية
- الموقع الرسمي